# 3. deild Wysp Owczych (1987)
W roku 1987 odbyła się 12. edycja 3. deild Wysp Owczych – trzeciej ligi piłki nożnej Wysp Owczych. W rozgrywkach brało udział 8 klubów z całego archipelagu. Do tej pory klub z pierwszego miejsca awansował do 2. deild, jednak w związku z tym, że od kolejnego sezonu we wszystkich ligach liczba zespołów została zwiększona do 10, cztery drużyny tym razem awansowały do wyższego poziomu rozgrywek, żadna nie spadła do niższego.

## Uczestnicy
| Uczestnicy 3. deild Wysp Owczych 1986                                                                         | Uczestnicy 3. deild Wysp Owczych 1986 | Uczestnicy 3. deild Wysp Owczych 1986 | Uczestnicy 3. deild Wysp Owczych 1986 |
| --- | ------------------------------------- | ------------------------------------- | ------------------------------------- |
| SÍ | SÍ Sørvágur                           | 2                                     |                                       |
| B68 II | B68 II Toftir                         | 3                                     |                                       |
| ÍFS | ÍF Streymur                           | 4                                     |                                       |
| Fram | Fram Tórshavn                         | 5                                     |                                       |
| SKÁ | Skála ÍF                              | 6                                     |                                       |
| TB II | TB II Tvøroyri                        | 7                                     |                                       |
| Spadek z 1. deild Wysp Owczych 1986                                                                           |                                       |                                       |                                       |
| HBII | HB II Tórshavn                        | 8                                     |                                       |
| Awans z 4. deild Wysp Owczych 1986                                                                            |                                       |                                       |                                       |
| KÍII | KÍ II Klaksvík                        |                                       |                                       |
| Oznaczenia: - kolumna pierwsza – skróty nazw drużyn, - kolumna trzecia – miejsce zajęte w poprzednim sezonie. |                                       |                                       |                                       |

## Tabela ligowa
| Lp. | Drużyna             | M  | Z | R | P  | Bramki | Bramki | Różn. | Pkt | Uwagi             |
| --- | ------------------- | -- | - | - | -- | ------ | ------ | ----- | --- | ----------------- |
| 1   | SÍ Sørvágur (M) (A) | 14 | 9 | 4 | 1  | 47     | 9      | +38   | 22  | Awans do 2. deild |
| 2   | Skála ÍF (A)        | 14 | 8 | 4 | 2  | 21     | 13     | +8    | 20  | Awans do 2. deild |
| 3   | HB II Tórshavn (A)  | 14 | 9 | 1 | 4  | 45     | 16     | +29   | 19  | Awans do 2. deild |
| 4   | B68 II Toftir (A)   | 14 | 6 | 5 | 3  | 25     | 19     | +6    | 17  | Awans do 2. deild |
| 5   | ÍF Streymur         | 14 | 6 | 1 | 7  | 36     | 33     | +3    | 13  |                   |
| 6   | KÍ II Klaksvík      | 14 | 4 | 1 | 9  | 21     | 27     | −6    | 9   |                   |
| 7   | Fram Tórshavn       | 14 | 2 | 4 | 8  | 21     | 45     | −24   | 8   |                   |
| 8   | TB II Tvøroyri      | 14 | 2 | 0 | 12 | 10     | 64     | −54   | 4   |                   |